# 諫早警察署
諫早警察署（いさはやけいさつしょ）は、長崎県警察が設置している警察署の一つ。

## 沿革
- 1877年（明治10年）- 「大村警察出張所諫早屯所」が設置。北高来郡一円を管轄。巡査15名が配置。
- 1878年（明治11年）1月 - 「大村警察署諫早分署」に昇格。分署長と巡査15名が配置。
- 1884年（明治17年）- 仮庁舎老朽化のため、新築庁舎（2階建て）が完成。
- 1886年（明治19年）
  - この年 - 隣地畑地を旧領主諫早一学から譲渡され、庁舎を拡張。
  - 9月8日 - 大村警察署から分離し、「諫早警察署」として独立。
- 1897年（明治30年）5月10日 - 湯江分署を設置。湯江・小長井・小江の3ヶ村を管轄。
- 1914年（大正3年）1月19日 - 諫早村原口名東小路378番地に新庁舎が完成。
- 1940年（昭和15年）4月 - 長崎警察署の管轄であった西彼杵郡喜々津村が移管される。
- 1945年（昭和20年）5月17日 - 警部署長が警視署長に昇格。署員数が57名となる。
- 1948年（昭和23年）3月7日 - 自治体警察として「諫早市警察署」と「湯江町警察署」が、国家地方警察として「北高地区警察署」が発足。

発足当初、北高地区警察署は旧諫早警察署庁舎を諫早市警察署と共用。
- 1949年（昭和24年）7月 - 諫早市高城町736番1号に木造2階建て庁舎を建設し、移転。
- 1951年（昭和26年）10月1日 - 北高地区警察署を「諫早地区警察署」に改称。湯江町警察署を廃止し、諫早地区警察署管轄 湯江町警部補派出所に降格。
- 1954年（昭和29年）7月1日 - 警察法改正により、諫早地区警察署と諫早市警察署が統合し、「長崎県警察諫早警察署」（現在の組織）となる。
- 1957年（昭和32年）7月 - 諫早大水害により、庁舎1階部分が水没。
- 1960年（昭和35年）11月30日 - 高城町75番地に移転。
- 1973年（昭和48年）2月17日 - 小船越町1036番1号（現在地）に移転。
- 1976年（昭和51年）11月1日 - 新設された東長崎警察署に飯盛町・多良見町を移管。
- 2005年（平成17年）4月1日 - 東長崎警察署の廃止に伴い、東長崎警察署が管轄していた旧西彼杵郡多良見町地区を諫早警察署へ移管。[1]

## 内部組織[2]
- 警務課
  - 警務係
  - 留置係
  - 看守第一係
  - 看守第二係
  - 看守第三係
- 会計課
  - 会計係
- 生活安全課
  - 生活安全第一係
  - 生活安全第二係
  - 生活安全捜査係
- 地域課
  - 企画指導係
  - 地域第一係
  - 地域第二係
  - 地域第三係
- 捜査支援課
  - 捜査支援係
- 刑事第一課
  - 庶務係
  - 強行犯係
  - 盗犯係
  - 鑑識係
- 刑事第ニ課
  - 庶務係
  - 知能犯係
  - 組織犯罪対策係
- 交通課
  - 交通総務係
  - 交通指導係
  - 交通捜査係
  - 交通特命捜査係
  - 交通規制係
- 警備課
  - 警備係
  - 外事係

## 交番
7か所。※（　　）内は読みと所在地
- 諫早中央交番（いさはやちゅうおう、諫早市東小路町8番12号）
- 小栗交番（おぐり、諫早市小川町240番3号）
- 諫早駅前交番（いさはやえきまえ、諫早市永昌町1番1号）
- 西諫早交番（にしやま、諫早市山川町1番2号）
- 真津山交番（まつやま、諫早市貝津町1678番9号）
- 喜々津交番（ききつ、諫早市多良見町化屋1817番地）2005年（平成17年）に東長崎警察署廃止に伴い、諫早警察署に移管。
- 飯盛町交番（いいもりちょう、諫早市飯盛町佐田865番4号）

## 警察官駐在所
10か所。
- 本野警察官駐在所（もとの、諫早市下大渡野町2701-6）
- 長田警察官駐在所（ながた、諫早市西里町810-1）---旧 西長田警察官駐在所、 2008年（平成20年）に改称。
- 小野町警察官駐在所（おの、諫早市小野町340-2）
- 森山警察官駐在所（もりやままち、諫早市森山町下井牟田1038-1）
- 伊木力警察官駐在所（いきりき、諫早市多良見町舟津1123）---2005年（平成17年）に東長崎警察署廃止に伴い、諫早警察署に移管。
- 有喜町警察官駐在所（うきまち、諫早市有喜町432-3）
- 高来警察官駐在所（たかき、諫早市高来町三部壱398-1）
- 高来西警察官派出所（たかきにし、諫早市高来町下与632-89）旧小江警察官駐在所（おえ）、2007年（平成19年）に移転、改称。
- 小長井警察官駐在所（こながい、諫早市小長井町小川原浦468-10）
- 長里警察官駐在所（ながさと、諫早市小長井町大峰980-167）

## 交通警察隊
カッコ内は所在地
- 高速道路交通警察隊（諫早市貝津町1008番地）
- 交通機動隊（諫早市多良見町囲266番地）

## 廃止された交番・駐在所
（　）は読みと所在地だった場所。▲は廃止後に所管区が移された交番・駐在所を表す。
- 2006年（平成18年）
  - 深海警察官駐在所（ふかのみ、諫早市高来町大石145-6）▲小江（現高来西）警察官駐在所
- 2008年（平成20年）
  - 天満町交番（てんまんまち、諫早市天満町21-19）▲諫早駅前交番
  - 東長田警察官駐在所（ひがしながた、諫早市長田町1748-6）▲長田警察官駐在所

## その他
- 自転車の鍵を拾った高校生に対しての取り調べで自白の強要や侮辱発言が原因で高校生が自殺したとし提訴されている[11]。